# Боброво (Краснознаменський район)
Боброво (рос. Боброво) — селище Краснознаменського району, Калінінградської області Росії. Входить до складу Краснознаменського міського округу.
Населення — 81 особа (2015 рік).

## Населення
| 2002 | 2010 |
| ---- | ---- |
| 94   | ↘81  |